# Binzen
Binzen (în alemanică Binze) este o comună din landul Baden-Württemberg, Germania.

## Istorie
Prima mențiune a așezării a venit din documentele Abației Sfântului Gall în secolul IX. Se știe că Binzen a fost mai târziu confiscat de catedrala din Saint-Denis, încă controlată pe atunci de franci. Mai târziu, numeroase entități eclestice și seculare au avut proprietăți în zonă, dintre care cea mai importantă a fost Mănăstirea St. Blasien. Binzen va ajunge sub conducerea Marcăi de Baden abia în secolul al XVI-lea. 